# グルタミン酸tRNAGlnリガーゼ
グルタミン酸tRNAGlnリガーゼ(Glutamate—tRNA(Gln) ligase、EC 6.1.1.24)は、以下の化学反応を触媒する酵素である。
ATP + L-グルタミン酸 + tRNAGlx{\displaystyle \rightleftharpoons }AMP + 二リン酸 + グルタミルtRNAGlx
従って、この酵素は、ATPとL-グルタミン酸とtRNAGlxの3つの基質、AMPと二リン酸とグルタミルtRNAGlxの3つの生成物を持つ。
この酵素はリガーゼに分類され、特にアミノアシルtRNAと関連化合物に炭素-酸素結合を形成する。系統名はL-グルタミン酸:tRNAGlxリガーゼ(AMP生成)(L-Glutamate:tRNAGlx ligase (AMP-forming))である。グルタミルtRNAシンテターゼ等とも呼ばれる。この酵素は、グルタミン酸の代謝に関与している。